# Иодид рения(III)
Иодид рения(III) — неорганическое соединение, соль металла рения и иодистоводородной кислоты с формулой ReI3, 
фиолетово-чёрные кристаллы, 
плохо растворимые в воде.

## Получение
- Разложение иодида рения(IV):

{\displaystyle {\mathsf {2ReI_{4}\ {\xrightarrow {T}}\ 2ReI_{3}+I_{2}}}}
- Введение метилового спирта в смесь рениевой и иодоводородной кислот.

## Физические свойства
Иодид рения(III) образует фиолетово-чёрные кристаллы, которые состоят из тримеров Re3I9.
Плохо растворяется в воде, ацетоне, этаноле, эфире, разбавленных растворах кислот.

## Химические свойства
- При нагревании в вакууме до 170 °C переходит в иодид рения(II), а при 380 °C - в иодид рения(I):

{\displaystyle {\mathsf {2ReI_{3}\ {\xrightarrow {170^{o}C}}\ 2ReI_{2}+I_{2}}}}
{\displaystyle {\mathsf {ReI_{3}\ {\xrightarrow {380^{o}C}}\ ReI+I_{2}}}}